# Nu muri: Omul care vrea să trăiască veșnic
Nu muri: Omul care vrea să trăiască veșnic (în engleză Don't Die: The Man Who Wants to Live Forever) este un film documentar american despre eforturile antreprenorului Bryan Johnson de a încetini procesul de îmbătrânire. Este regizat de Chris Smith și a avut premiera în streaming pe Netflix la 1 ianuarie 2025. 
Bryan Johnson este un antreprenor bogat și CEO al companiilor Kernel, OS Fund și Braintree, care a devenit, de asemenea, obsedat de tehnologia anti-îmbătrânire, el susținând că vrea să aibă din nou optsprezece ani. Regizorul Chris Smith se folosește de acest documentar pentru a explora modul în care Bryan Johnson lucrează la atingerea acestui obiectiv, filmul expunând diferitelor metode și tratamente medicale experimentale pe care acesta le folosește.

## Rezumat
La 13 octombrie 2021, Johnson a anunțat startul unui proiect personal de anti-îmbătrânire numit „Project Blueprint.”  Johnson a suferit o serie de șase transfuzii lunare cu plasmă de 1 litru, cu fiul său ca donator la una dintre transfuzii, dar a spus că nu va repeta transfuziile din cauza lipsei de beneficii. FDA a declarat că transfuziile precum cele pe care le-a făcut Johnson sunt fără beneficii și pot fi dăunătoare. Johnson urmează un regim alimentar și stil de viață strict în căutarea extinderii vieții.
Încercările sale au fost întâmpinate cu critici din partea unor experți în domenii legate de îmbătrânire. Moshe Szyf, profesor de farmacologie și terapie la Universitatea McGill, și-a exprimat scepticismul că știința este încă capabilă să obțină rezultatele remarcabile pe care Johnson pretinde că le atinge. Andrew Steele, om de știință în longevitate și autor, a declarat că genetica joacă cel mai mare rol în determinarea speranței de viață a unei persoane și că nimic din ce face Johnson nu poate schimba genetica.

## Primire
Pe site-ul web de agregare a recenziilor Rotten Tomatoes, 83% din cele 12 recenzii ale criticilor sunt pozitive, cu un rating mediu de 6,3/10. Metacritic, care folosește o medie ponderată, a atribuit filmului un scor de 56 din 100, pe baza a șase critici, indicând recenzii „mixte sau medii”.